# Torre de Meer
La Torre de Meer és un monument protegit com a Bé Cultural d'Interès Nacional de la vila de Cardona (Bages).

## Descripció
Fortí cilíndric, edificat el 1838. És d'un tipus de construcció clàssica del seu temps: les guerres carlines. Reducte o fort de planta circular, que va reduint el diàmetre a mesura que puja. Porta a mig aire de la construcció, alguna espitllera i obra basta, en general, a desgrat que doni idea de robustesa.

## Notícies històriques
Durant la guerra anomenada "dels Set Anys", el castell de Cardona va romandre en poder dels cristins, com que els carlins, capitanejats per Tristany, sovint hi practicaven incursions d'hostilitats, amb el desig de fer-se amos també de les famoses salines, el baró de Meer, un militar d'origen brabançó, feu bastir, el 1837-1838 aquest fort que avui rep el seu nom, per tant de rebutjar els atacs contraris o almenys estar-ne a l'aguait.